# Barka, Divača
Barka este o localitate din comuna Divača, Slovenia, cu o populație de 101 locuitori.